# Перелік суверенних держав Європи за ВВП (ПКС) на душу населення
Це карта та список європейських країн за ВВП на душу населення за паритетом купівельної спроможності

## Карта суверенних держав Європи за прогнозованим ВВП (ПКС) на душу населення у 2023 році на основі міжнародних доларів
Інтерактивна карта з прогнозними даними МВФ на 2023 рік, з використанням ВВП на основі паритету купівельної спроможності (ПКС) на душу населення, показаного в поточних міжнародних доларах.
| $10,000 - 15,000 $15,000 - $20,000 $20,000 - $30,000 $30,000 - $45,000 $45,000 - $60,000 $60,000 - $90,000 $90,000 - $130,000 |

## Таблиця суверенних держав Європи за ВВП (ПКС) на душу населення
Нижче наведено таблицю суверенних держав Європи за ВВП (ПКС) на душу населення в міжнародних доларах. Країни ранжовані за їхніми оціночними показниками на 2022 рік.
Примітка: трансконтинентальні країни, які частково (але не повністю) розташовані в Європі, також показані в таблиці, але значення наведені для всієї країни.
| Країна               | 2023    |
| -------------------- | ------- |
| Люксембург           | 142,490 |
| Ірландія             | 145,196 |
| Швейцарія            | 87,963  |
| Норвегія             | 82,655  |
| Сан-Марино           | 78,926  |
| Данія                | 73,386  |
| Нідерланди           | 72,973  |
| Австрія              | 69,502  |
| Ісландія             | 69,779  |
| Андорра              | 68,998  |
| Швеція               | 65,842  |
| Німеччина            | 66,132  |
| Бельгія              | 65,501  |
| Фінляндія            | 60,897  |
| Мальта               | 61,939  |
| Франція              | 58,828  |
| Велика Британія      | 56,471  |
| Кіпр                 | 54,611  |
| Італія               | 54,216  |
| Словенія             | 52,641  |
| Чехія                | 50,961  |
| Іспанія              | 49,448  |
| Литва                | 49,266  |
| Естонія              | 46,385  |
| Польща               | 45,343  |
| Португалія           | 44,707  |
| Угорщина             | 43,907  |
| Хорватія             | 42,531  |
| Румунія              | 41,634  |
| Словаччина           | 41,515  |
| Туреччина            | 41,412  |
| Латвія               | 40,256  |
| Греція               | 39,478  |
| Росія                | 34,837  |
| Болгарія             | 32,006  |
| Чорногорія           | 27,761  |
| Сербія               | 25,432  |
| Білорусь             | 23,447  |
| Грузія               | 21,922  |
| Північна Македонія   | 21,111  |
| Боснія і Герцоговина | 19,604  |
| Арменія              | 19,489  |
| Албанія              | 19,029  |
| Молдова              | 16,840  |
| Косово               | 15,620  |
| Україна              | 13,901  |

↑  оцінка